# Rimas Tuminas
Rimas Tuminas (Kelmė, 20 gennaio 1952 – Gallipoli, 6 marzo 2024) è stato un regista teatrale lituano al quale venne conferito il premio di stato della federazione Russa (in russo Государственная Премия Российской Федерации?) nel 1999..

## Biografia
Rimas Tuminas nacque il 20 gennaio 1952 a Kelmė, nell'allora Repubblica Socialista Sovietica Lituana.
Dal 1970 al 1974 Tuminas studiò al conservatorio della Lituania. Nel 1978 terminò il GITIS a Mosca (corso di regia di Joseph Tumanov) e l'anno seguente divenne direttore del teatro drammatico nazionale lituano. Nel 1990 fondò il Piccolo Teatro di Vilnius. Dal 2007 fu direttore artistico del Teatro accademico statale Evgenij Vachtangov di Mosca. Con Tuminas il teatro Vakhtangov occupò una posizione di primo piano tra i teatri russi. Nel 2011 il teatro venne riconosciuto come il teatro più visitato di Mosca.
Dal 2012 organizzò il Festival annuale Vasara a Druskininkai. Tra le sue produzioni più famose vi furono Eugene Onegin, Zio Vanya e Un ballo in maschera.
Nel 2022 si trasferì in Italia in seguito ad alcune minacce ricevute in Russia.
Morì a Gallipoli il 6 marzo 2024 all'età di 72 anni.